# Eretmotus corpulentus
Eretmotus corpulentus är en skalbaggsart som beskrevs av Lewis 1892. Eretmotus corpulentus ingår i släktet Eretmotus och familjen stumpbaggar. Inga underarter finns listade i Catalogue of Life.